# 아! 대한민국
〈아! 대한민국〉은 1983년에 정수라가 부른 대한민국의 대중가요이다. 박건호 작사, 김재일 작곡이다.
제4공화국과 제5공화국 시절 가수가 발표하는 음반에는 마지막에 군가나 건전가요가 의무적으로 포함되어 있어야 했다. 이렇게 어쩔 수 없이 끼워넣는 건전가요는 대부분 대중의 관심을 빗겨갔으나, 예외적으로 인기를 끈 노래가 바로 정수라의 〈아! 대한민국〉이다.
이 노래는 본래 건전가요 모음집인 컴필레이션 음반 《아! 대한민국》에 신인 가수 정수라와 장재현의 듀엣곡으로 실렸다가, 정수라의 독집에 실리면서 상업적으로도 크게 성공했다. 정수라는 이 노래로 한국방송과 문화방송의 연말 시상식에서 여자신인가수상을 수상했다.
가사의 내용은 아름다운 우리 조국 대한민국이 "원하는 것은 무엇이건 얻을 수 있고, 뜻하는 것은 무엇이건 될 수가 있는 나라"라는 극상의 찬사를 담고 있다. 〈아! 대한민국〉의 작사자 박건호는 관변 단체인 사회정화위원회(바르게살기운동 중앙협의회의 전신)의 요청에 따라 건전가요로 작사하기는 했지만, 특정 정권에 아부하기 위해 쓴 작품이 아니었고 이상적인 국가에 대한 본인의 바람을 솔직히 쓴 것뿐이었다고 회고한 적이 있다.
그러나, 광주 민주화 운동을 폭력으로 진압하고 성립한 제5공화국 정권은 정통성이 취약한 데다 이 노래가 나올 무렵은 대한항공 007편 피격, 아웅산 묘역 폭탄테러사건 등으로 사회 분위기가 불안한 상태였기에 정권 홍보용 관제 가요로 적극 활용되었다. 또, 1986년 아시안 게임, 1988년 하계 올림픽을 서울에서 연이어 개최하면서 국민감정 통합을 위해 노래의 활용도와 생명도 길어졌고, 이에 따라 비판적인 시각이 적지 않았다. 1980년대에 유행하던 풍자적 노가바에서는 이 노래의 가사를 변형해 불러 냉소적 반응을 표시하기도 했다. 또한 2004년에 발매된 N.EX.T(넥스트)의 5집 정규 앨범에는 대한민국의 '대'를 '개'로 변형시킨 제목의 곡이 수록되어 그 곡을 통해서 혼란스러운 사회현실을 적나라하고 거칠게 표현한 적도 있었다.
오랫동안 응원가로 널리 애창되었으며, 가사의 의미를 중시하여 대한민국 우익 세력의 집회에서 부르는 경우도 있다.